# Beáta Dubasová
Beáta Dubasová (ur. 14 maja 1963 w Stropkovie) – słowacka piosenkarka.

## Życiorys
Dubasová urodziła się w Stropkovie, gdzie już w szkole podstawowej interesowała się muzyką: startowała w konkursach muzycznych, a w wieku 9 lat dostała pierwszą gitarę; wspólnie z bratem i szkolnymi kolegami stworzyli amatorski zespół, który grał na wiejskich zabawach. Następnie uczęszczała do szkoły średniej odzieżowej w Preszowie (technikum, początkowo w Svidníku), gdzie uczyła się w obszarze produkcji odzieży i bielizny. W tym samym czasie dołączyła do międzyszkolnej preszowskiej grupy Piknik, której została wokalistką, a także poznała Petera Nagy, który był już wschodzącą gwiazdą słowackiej sceny i napisał dla niej kilka utworów; poza nimi wykonywała głównie covery Suzi Quatro i innych zachodnich wykonawców. Po ukończeniu szkoły i maturze wyjechała w 1982 r. do Bratysławy, gdzie pracowała jako kontrolerka jakości koszul w zakładzie Zornica. W tym samym roku w konkursie muzycznym Košický zlatý poklad zyskała drugie miejsce i nagrodę widzów za interpretację utworu Cesta domov Magdy Medveďovej, przez co zainteresowali się nią dziennikarze muzyczni w celu dalszej współpracy.

## Kariera
Profesjonalna kariera Beáty Dubasovej na słowackiej scenie muzycznej rozpoczęła się w 1984 r. od nagrań z zespołem towarzyszącym Kamene. Ważną rolę odegrał na tym etapie poznany dwa lata wcześniej na konkursie KZP dziennikarz muzyczny i kompozytor, Pavol Danišovič, a także polecony przez jury konkursu autor tekstów – Roman Spišiak. Pierwszym singlem był Oriešky lásky / Radšej pomaly, jednak obie piosenki pozostały raczej niezauważone. Jeszcze pod koniec 1984 r. zaprezentowała w radiu i telewizji utwór Maznáčik, do którego powstały aż trzy teledyski (np. jeden w zakładzie cukierniczym Figaro Trnava). Utwór trafił rok później z mniej znanym Na poludnie na drugi singiel wokalistki. Również w 1985, choć bez singla, sukces odniosły Účesy, piosenka duetu autorskiego Danišovič/Spišiak o fryzurach jako wyrazie młodzieńczego buntu, promowana teledyskiem (m.in. w Parku Andreja Hlinki na Ružinovie). Dubasová wzięła też udział w nagraniu piosenki Dobré ráno z różnymi wykonawcami (Peter Nagy, Pavol Hammel, Peter Lipa, Vašo Patejdl i in.).
Jeszcze przed nagraniem debiutanckiego albumu wystąpiła na festiwalu Bratislavská lýra’86 z utworem Rozmarný, a w tym samym roku nagrała z teledyskiem jeden z przyszłych wielkich przebojów – Sme také, aké sme; oba stanowiły zapowiedź płyty. Ów album ukazał się w 1987 r. i przyniósł też hity jak Dievča z reklamy i Prvý a posledný, nagrane zresztą, jak wspomniany Sme také, aké sme, do muzyki doświadczonego już kompozytora, lidera zespołu Elán – Vašo Patejdla. Wspólnie z nim oraz Peterem Nagym wzięła również w 1987 r. udział w nagraniu płyty dla dzieci – Peter, Vašo a Beáta deťom, a pod koniec roku pojawiła się zapowiedź drugiego albumu – singiel My sa nedáme / Všetky pravdy noci. Rok 1987 to dla Beáty również tournee po Polsce, w tym koncert podczas I edycji targów mody Interfashion Łódź.
W 1988 r. ukazał się drugi album, Úschovňa pohľadov ze znanymi do dziś z koncertów utworami: tytułowym (dwa teledyski) i Šumienky z Polomu; dodatkowo promowano w telewizji kolejne dwie piosenki: Ešte chvíľu i Prvá dáma. Poza tym nagrała angielską (eksportową, gł. do innych krajów socjalistycznych) wersję albumu Beáta (utwory do słów czeskiego tekściarza Vladimíra Čorta). Zagrała też reporterkę w filmie Hudobné sny Juraja Takáča.
Rok później ponownie wystartowała na festiwalu Bratislavská lýra, ale tym razem w duecie – utwór Muzikantské byty przyniósł jej i Vašo Patejdlowi (tu także jako autorowi muzyki) nagrodę dziennikarzy; sam zaś trafił na płytę Mon Amour Patejdla.
Rok 1990 przyniósł Dubasovej album Za dverami mojej izby, znany głównie z utworu tytułowego, a promowany także dzięki piosence Večná. Odtąd nie współpracowała już z zespołem Kamene, lecz z muzykami sesyjnymi, a jej kariera musiała zwolnić wskutek przemian ustrojowych – otwarcia się granic i mediów Czechosłowacji na kulturę zachodnią. Dlatego następną płytę nagrała dopiero po trzech latach i był to jednocześnie jej pierwszy album na CD. Modrý album przyniósł znaną później (obecnie także dzięki coverovi Kristíny) piosenkę Vráť mi tie hviezdy oraz Ten príbeh je preč, obie wciąż wykonywane na koncertach.
Rok później powstała pierwsza kompilacja 1983-1993, a pewną przerwą w głównym nurcie twórczości Beáty była druga połowa lat 90. – powstał wtedy tylko dziecięcy album Išla myška briežkom (1996), wspólny z Laco Lučeničem i zespołem Kopytovci.
Dopiero w 2000 r. wokalistka nagrała piąty album studyjny, który otrzymał tytuł 7 dní. Pewien sukces odniosły, np. dzięki teledyskom, utwory: Cháp ma, Múzeum strát i tytułowy 7 Dní, jednak piosenkarka nie utrzymała swojej popularności (w tym sprzedaży płyt) z przełomu lat 80. i 90. – skupiła się na koncertach, a rok później nagraniu kompilacyjnego albumu To najlepšie czy dołączeniu do kampanii Avon Przeciw Rakowi Piersi. Na następny studyjny przyszło jej czekać do 2005 r.
– nagranie Ako Chutí Ráno przyniosło m.in. promowany przez teledysk utwór Kým pri nás láska spáva, zaś tytułowy wykorzystano później w serialu Panelák.
W 2007 r. powstał album Best of z 20 największymi przebojami. Brak nagrywanych później albumów i singli nie oznacza jednak ograniczenia się wokalistki do koncertów i dotychczasowej twórczości – za sprawą serwisu YouTube w 2015 r. promowała piosenkę Som, włączając ją też do repertuaru koncertowego. Od tego czasu współpracuje z zespołem Panama, choć występuje też okazjonalnie bez niego.
Występuje głównie na Słowacji, choć w 2016 r. zagrała koncert dla czeskiej i słowackiej diaspory w Londynie (Camden Centre), a w 2017 uczestniczyła wraz z Niką Karch w festiwalu Slovak Heritage Festival w East Brunswick, New Jersey (Middlesex County Fairgrounds).
Inny obszar działalności Dubasovej to piosenki w duetach, jak świąteczna piosenka Ježiško je v každom z nás z Allanem Mikuškiem (również z 2015 r.).

## Dyskografia

### Albumy studyjne
- Beáta (1987)
- Úschovňa pohľadov (1988)
- Beáta – angielska wersja (1988)
- Za dverami mojej izby (1990)
- Modrý album (1993)
- 7 dní (2000)
- Ako chutí ráno (2006)

### Albumy kompilacyjne
- 1983-1993 (1994)
- To najlepšie (2001)
- Best of (2007)

### Albumy z muzyką dla dzieci
- Peter, Vašo a Beáta Deťom – z Peterem Nagym i Vašo Patejdlem (1987)
- Išla myška briežkom – z Laco Lučeničem i zespołem Kopytovci (1996)

### Single
- Oriešky lásky / Radšej pomaly (1984)
- Maznáčik / Na poludnie (1985)
- Niet čím ťa klamať / Rozmarný (1986)[a]
- My sa nedáme / Všetky pravdy noci (1987)
- Disko Ples’89 (1989)[b]
- Muzikantské byty / Kaskadér, Vol. 2 (1989)[c]
- Ten príbeh je preč (1993)

## Życie prywatne
Zamężna od 1991 r. z Andrejem – dźwiękowcem, synem kompozytora i dyrygenta Tibora Andrašovana. Ma syna Adama (ur. 1996). Mieszka w Bratysławie.